# Neoamerioppia centraliamericana
Neoamerioppia centraliamericana är en kvalsterart som först beskrevs av Sandór Mahunka 1983.  Neoamerioppia centraliamericana ingår i släktet Neoamerioppia och familjen Oppiidae. Inga underarter finns listade i Catalogue of Life.